# Aleksey Batrakov
Aleksey Andreevich Batrakov (en ruso: Батраков Алексей Андреевич; Oréjovo-Zúyevo, Óblast de Moscú, 9 de junio de 2005) es un futbolista ruso. Juega de mediocentro ofensivo y su equipo actual es el F. C. Lokomotiv Moscú de la Liga Premier de Rusia.

## Trayectoria
Debutó como profesional el 31 de marzo de 2024, el entrenador Mikhail Galaktionov lo hizo ingresar al minuto 55 para enfrentar a Krasnodar y empataron 1-1 en el RZD Arena. Disputó su primer encuentro oficial con 18 años y la camiseta número 83. Su primer gol oficial llegó el 12 de mayo, jugó de titular contra Oremburgo. club al que vencieron 0-2.
En su primera temporada como profesional jugó 6 partidos y convirtió 1 gol, su equipo finalizó el torneo en cuarto lugar.

## Selección nacional

### Juveniles
Ha sido internacional con la selección de fútbol de Rusia en las categorías juveniles sub-15, sub-19 y sub-21.

### Absoluta
Fue convocado por primera vez a la selección abolsuta rusa para la fecha FIFA de septiembre de 2024. Estuvo en el banco de suplentes en un amistoso contra Vietnam pero no tuvo minutos.
Dos meses después, volvió a ser convocado. Debutó con Rusia el 15 de noviembre, ingresó en los minutos finales para jugar contra Brunéi, convirtió un gol y ganaron 11-0, en lo que se convirtió la mayor goleada de su historia.

## Estadísticas

### Clubes
Actualizado al último partido citado el 13 de agosto de 2025.
| Club                          | Div.          | Temporada     | Liga  | Liga  | Liga   | Copas nacionales | Copas nacionales | Copas nacionales | Copas internacionales | Copas internacionales | Copas internacionales | Total | Total | Total  |
| Club                          | Div.          | Temporada     | Part. | Goles | Asist. | Part.            | Goles            | Asist.           | Part.                 | Goles                 | Asist.                | Part. | Goles | Asist. |
| ----------------------------- | ------------- | ------------- | ----- | ----- | ------ | ---------------- | ---------------- | ---------------- | --------------------- | --------------------- | --------------------- | ----- | ----- | ------ |
| F. C. Lokomotiv Moscú · Rusia | 1.ª           | 2022-12       | -     | -     | -      | 0                | 0                | 0                | —                     | —                     | —                     | 0     | 0     | 0      |
| F. C. Lokomotiv Moscú · Rusia | 1.ª           | 2023-24       | 5     | 1     | 0      | 1                | 0                | 0                | —                     | —                     | —                     | 6     | 1     | 0      |
| F. C. Lokomotiv Moscú · Rusia | 1.ª           | 2024-25       | 29    | 14    | 7      | 8                | 1                | 3                | —                     | —                     | —                     | 37    | 15    | 10     |
| F. C. Lokomotiv Moscú · Rusia | 1.ª           | 2025-26       | 4     | 6     | 0      | 2                | 2                | 0                | —                     | —                     | —                     | 7     | 8     | 0      |
| F. C. Lokomotiv Moscú · Rusia | Total club    | Total club    | 38    | 21    | 7      | 11               | 3                | 3                | 0                     | 0                     | 0                     | 50    | 24    | 10     |
| Total carrera                 | Total carrera | Total carrera | 38    | 21    | 7      | 11               | 3                | 3                | 0                     | 0                     | 0                     | 50    | 24    | 10     |
| 1.                            |               |               |       |       |        |                  |                  |                  |                       |                       |                       |       |       |        |

### Selección
Actualizado al último partido citado el 6 de junio de 2025.
| Selección         | Temporada         | Continental | Continental | Continental | Mundial | Mundial | Mundial | Amistosos | Amistosos | Amistosos | Total | Total | Total  |
| Selección         | Temporada         | Part.       | Goles       | Asist.      | Part.   | Goles   | Asist.  | Part.     | Goles     | Asist.    | Part. | Goles | Asist. |
| ----------------- | ----------------- | ----------- | ----------- | ----------- | ------- | ------- | ------- | --------- | --------- | --------- | ----- | ----- | ------ |
| Sub-15 · Rusia    | 2019              | —           | —           | —           | —       | —       | —       | 2         | 0         | 0         | 2     | 0     | 0      |
| Sub-15 · Rusia    | Total sel.        | 0           | 0           | 0           | 0       | 0       | 0       | 2         | 0         | 0         | 2     | 0     | 0      |
| Sub-19 · Rusia    | 2023              | —           | —           | —           | —       | —       | —       | 2         | 0         | 0         | 2     | 0     | 0      |
| Sub-19 · Rusia    | Total sel.        | 0           | 0           | 0           | 0       | 0       | 0       | 2         | 0         | 0         | 2     | 0     | 0      |
| Sub-21 · Rusia    | 2023              | —           | —           | —           | —       | —       | —       | 1         | 0         | 2         | 1     | 0     | 2      |
| Sub-21 · Rusia    | Total sel.        | 0           | 0           | 0           | 0       | 0       | 0       | 1         | 0         | 2         | 1     | 0     | 2      |
| Absoluta · Rusia  | 2024              | —           | —           | —           | —       | —       | —       | 2         | 1         | 0         | 2     | 1     | 0      |
| Absoluta · Rusia  | 2025              | —           | —           | —           | —       | —       | —       | 3         | 1         | 1         | 3     | 1     | 1      |
| Absoluta · Rusia  | Total sel.        | 0           | 0           | 0           | 0       | 0       | 0       | 5         | 2         | 1         | 5     | 2     | 1      |
| Total selecciones | Total selecciones | 0           | 0           | 0           | 0       | 0       | 0       | 10        | 2         | 3         | 10    | 2     | 3      |

## Palmarés

### Distinciones individuales
| Distinción                                                     | Año  |
| -------------------------------------------------------------- | ---- |
| Mejor jugador del mes de la Liga Premier de Rusia (septiembre) | 2024 |